# Poincaré–Lelongs ekvation
Inom matematiken är Poincaré–Lelongs ekvation, studerad av Lelong (1964), partiella differentialekvationen
{\displaystyle i\partial {\overline {\partial }}u=\rho }
på en Kählermångfald, där ρ är en positiv (1,1)-form.

### Allmänna källor
Mok, Ngaiming; Siu, Yum Tong; Yau, Shing Tung (1981), ”The Poincaré–Lelong equation on complete Kähler manifolds”, Compositio Mathematica 44 (1):  183–218, ISSN 0010-437X, http://www.numdam.org/item?id=CM_1981__44_1-3_183_0
- Lelong, Pierre (1964), ”Fonctions entières (n variables) et fonctions plurisousharmoniques d'ordre fini dans Cn”, Journal d'Analyse Mathématique 12:  365–407, doi:10.1007/bf02807441, ISSN 0021-7670